# Eois encina
Eois encina là một loài bướm đêm trong họ Geometridae.